# Alcianblau
Alcianblau ist ein Farbstoff, der in der Histologie verwendet wird, um schleimproduzierende Tumoren, saure Mucine und sulfatierte Glykosaminoglykane (wie Hyaluronsäure oder Chondroitinsulfat) bei niedrigem pH-Wert (1,0 bis 2,5) selektiv cyan zu färben.

## Eigenschaften
Alcianblau ist aufgrund der Isothiouroniumgruppen in Lösung bei einem höheren pH-Wert und Raumtemperatur instabil, während das durch Waschen bei neutralem oder basischen pH-Wert entstehende wasserunlösliche Produkt Phthalocyaninblau stabil ist.
Das Absorptionsmaximum von Alcianblau liegt bei 600 bis 610 nm (Alcianblau-Aggregate), daneben besitzt die seltenere monomere Form ein Absorptionsmaximum bei 670 bis 680 nm. Alcianblau färbt auch Suramin. Mit steigender Ionenstärke wird eine Färbung mit Alcianblau verhindert, wodurch eine charakteristische Salzkonzentration (engl. critical electrolyte concentration ‚kritische Elektrolytkonzentration‘, CEC) ermittelt werden kann, ab der eine Färbung nicht mehr stattfindet. Durch Mischung von Alcianblau mit Alciangelb entsteht Alciangrün.

## Verwendung

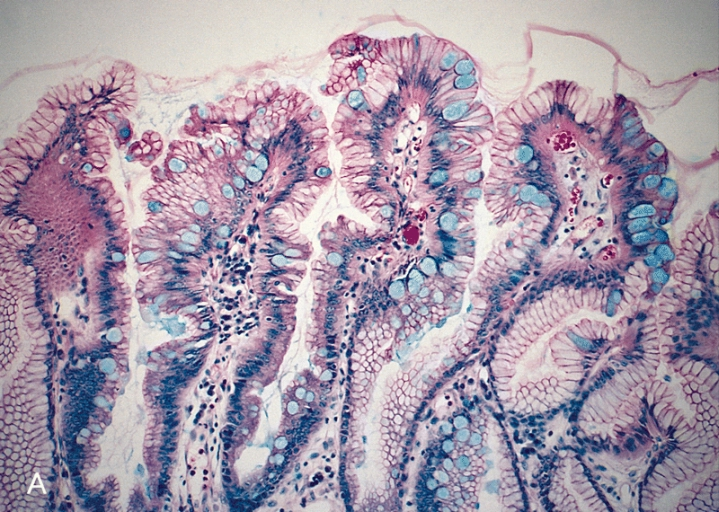
Alcianblau-Färbung eines histologischen Dünnschnitts einer Schleimhaut, insbesondere der Becherzellen

In der Histologie wird zur Alcianblau-Färbung vor allem das Derivat Alcianblau 8G (früher 8GX) verwendet.
Alcianblau wird auch als kationisch-aromatischer Klebstoff zur Befestigung von Glykolmethacrylat-eingebetteten Dünnschnitten verwendet. Alcianblau bindet an Zellmembranen und kann auch zur Beschichtung von Zellen in Vorbereitung einer Elektronenmikroskopie verwendet werden, nach Ablösen der Farbstoffschicht (engl. unroofing ‚Entdachung‘) kann darauf die Innenseite der Zellmembran betrachtet werden. Weiterhin kann Alcianblau als Ersatz von Polylysin zur Beschichtung von Zellkulturflaschen für adhärente Zellen verwendet werden.

## Geschichte
Alcianblau ist ein Abkömmling des Kupferphthalocyanins und wurde 1947 in der Abteilung von N. H. Haddock and C. Wood der Firma Imperial Chemical Industries (ICI) als Ingrain blue 1 entwickelt (engl. für 'blauer Präzipitatsfarbstoff 1'). Das Ziel der Ingrain-Farbstoffe war ein stabiler Textilfarbstoff mit leicht entfernbaren hydrophilen Isothiouronium-Gruppen zu erzeugen. Nach Bindung an die Textilfasern würden die hydrophilen Gruppen entfernt werden, wodurch der Farbstoff wasserunlöslich wird und auf der Textilfaser ausfällt. Alcianblau wurde ursprünglich als Textilfarbstoff verwendet. Es wurde 1950 von Harold F. Steedman als „Schleimfarbstoff“ in die Histologie eingeführt. Es wurde zwischenzeitlich zu einem der wichtigsten Farbstoffe in der Histologie. Die Struktur von Alcianblau wurde 1972 publiziert und 1973 von ICI bestätigt, als dort die Produktion eingestellt wurde.